# Noubar Afeyan
Noubar Afeyan, Նուպար Աֆէեան (Beirut, 1962), è un imprenditore, inventore e filantropo armeno naturalizzato statunitense, conosciuto per avere co-fondato la società di biotecnologie Moderna.

## Biografia
Afeyan è nato da genitori armeni a Beirut, in Libano, nel 1962. Suo nonno sopravvisse al genocidio armeno. Parlando del suo background, Afeyan ha detto: "Uno degli unici sfortunati vantaggi che gli armeni hanno avuto avendo vissuto un genocidio è che abbiamo un'esperienza di fuga e di immigrati e di riavvio costante". La sua famiglia fuggì dal Libano nel 1975, durante la guerra civile. Si è diplomato alla Loyola High School di Montreal nel 1978. Ha conseguito la laurea in ingegneria chimica presso la McGill University nel 1983 e poi si è trasferito negli Stati Uniti dove ha conseguito un dottorato di ricerca in ingegneria biochimica presso il Massachusetts Institute of Technology (MIT) nel 1987. È stato il primo dottorato di ricerca presso il Center for Bioprocess Engineering del MIT, all'epoca l'unica istituzione con quel programma di laurea.  È diventato cittadino statunitense nel 2008.

### Carriera accademica e invenzioni
Afeyan è autore di numerosi articoli scientifici. Ha brevettato oltre 100 invenzioni.  Tra il 2000 e il 2016 è stato docente senior presso la MIT Sloan School of Management e dal 2020 è docente alla Harvard Business School.

### Carriera aziendale
Afeyan ha fondato la sua prima azienda biotecnologica nel 1987, pochi giorni prima del "Lunedì Nero", e ha fondato o co-fondato altre cinque aziende nell'arco di dieci anni. Nel 2020 Afeyan aveva co-fondato e sviluppato 41 start-up. In totale, ha co-fondato o contribuito a costruire oltre 50 startup di scienze e tecnologie della vita.
Nel 1988 ha fondato PerSeptive Biosystems diventandone CEO. I ricavi annuali della società sono cresciuti fino a 100 milioni di dollari e nel 1998 sono stati acquisiti da PerkinElmer/Applera. Lì ha supervisionato la creazione di Celera Genomics.
Nel 2000 Afeyan ha fondato (ed è stato CEO di) Flagship Pioneering, una società di venture capital focalizzata sulle biotecnologie. L'azienda ha "favorito lo sviluppo di oltre 100 iniziative scientifiche, con un valore totale di 20 miliardi di dollari e oltre 500 brevetti".
Nel 2009 Afeyan ha co-fondato Moderna (ex ModeRNA Therapeutics) e ne è presidente. Possiede oltre 2 milioni di azioni della società; nel 2018, Moderna ha avuto la più grande IPO nella storia del settore biotech.

## Vita privata
Afeyan è sposato con Anna Gunnarson, un ingegnere svedese che si è trasferita negli Stati Uniti nel 1988. Hanno quattro figli.